# Atlas V
Il razzo Atlas V è un veicolo di lancio non riutilizzabile (in inglese Expendable Launch Vehicle) di classe media costruito originariamente da Lockheed Martin ed ora dalla United Launch Alliance (ULA), la joint venture Lockheed Martin-Boeing. È il razzo attivo statunitense più longevo. Nell'agosto 2021, l'ULA ha annunciato che Atlas V sarebbe stato ritirato e tutti i 29 lanci rimanenti sarebbero stati venduti. Al 5 giugno 2024 rimangono 16 lanci. Aerojet Rocketdyne sviluppa e costruisce i booster principali (AJ-60A) dell'Atlas V. Il razzo, costruito a Decatur, in Alabama, è composto da un primo stadio alimentato a cherosene ed ossigeno liquido, che utilizza un motore russo RD-180, ed uno stadio superiore Centaur a idrogeno e ossigeno liquidi. Alcune configurazioni utilizzano dei razzi impulsori aggiuntivi. Tutti assieme, questi componenti sono riferiti come il razzo vettore Atlas V.
Nei suoi 99 lanci effettuati, dal volo inaugurale nell'agosto 2002 a ottobre 2023, l'Atlas V ha avuto una percentuale di successo quasi perfetta (98,93%). Durante il volo del 15 luglio 2007, un'anomalia nello stadio superiore determinò lo spegnimento anticipato dello stadio Centaur, che rilasciò il carico utile — una coppia di satelliti di sorveglianza oceanici — in un'orbita più bassa di quanto pianificato. Tuttavia il National Reconnaissance Office che commissionò i satelliti, ha comunque catalogato la missione come un successo.

## Storia

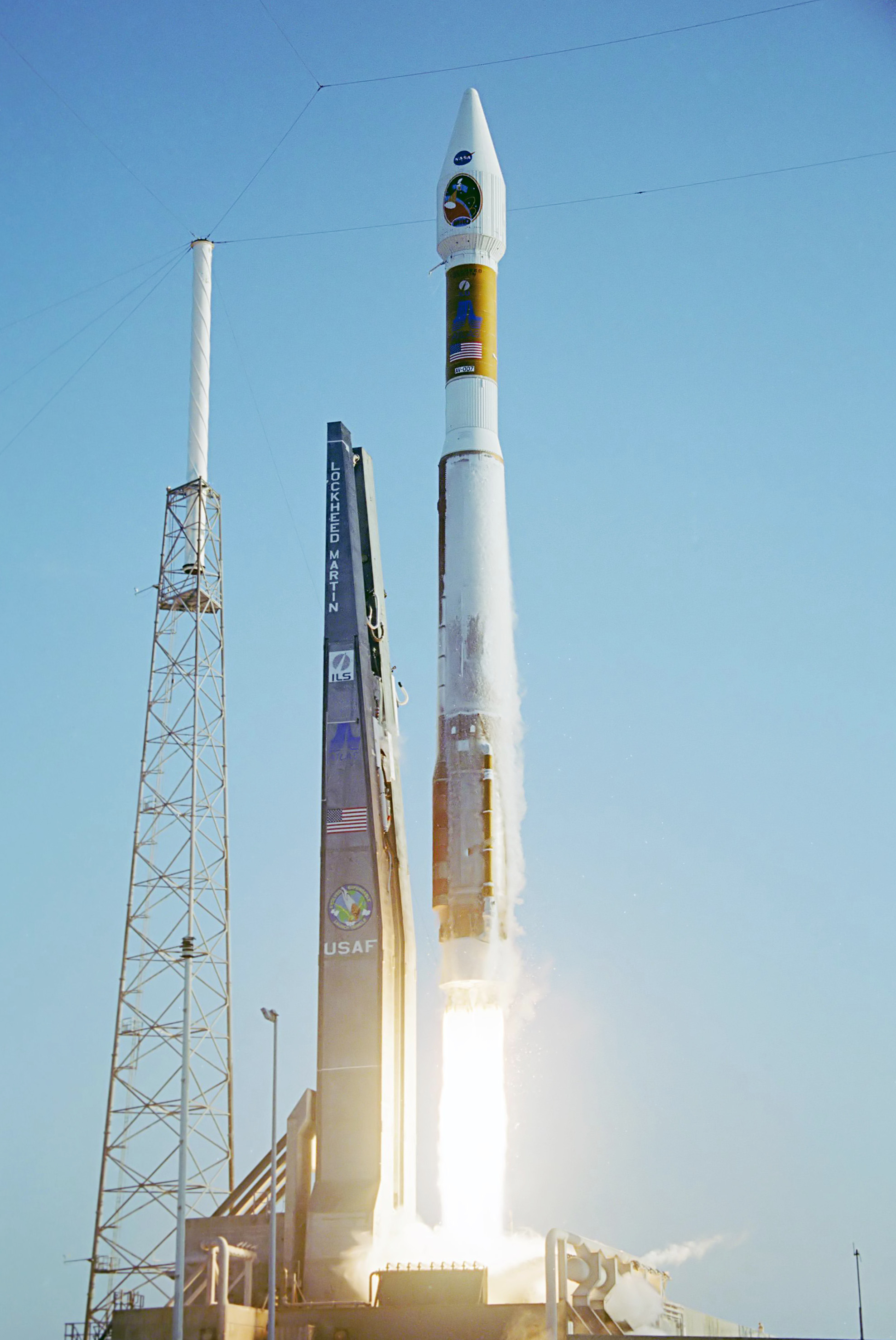
Il Mars Reconnaissance Orbiter lanciato da un Atlas V 401 nel 2005

L'Atlas V è tra gli ultimi membri della famiglia di razzi Atlas, che deriva dal missile Atlas; è un diretto discendente dei precedenti Atlas II e specialmente dell'Atlas III. Molti elementi strutturali della propulsione e dell'avionica sono o identici o diretti derivati da quelli usati nei precedenti lanciatori.
Il più evidente cambiamento esterno è ai serbatoi del primo stadio: questi non usano più una paratia intermedia di 10 ft di diametro in acciaio inossidabile né la tecnica ad '1,5 stadi' in cui due motori venivano espulsi a metà del volo e un terzo continuava a fornire propulsione per tutto il tragitto da terra all'orbita, ma invece si utilizza un primo stadio in acciaio saldato di 12,5 ft diametro molto più simile alla famiglia di lanciatori Titan o al serbatoio esterno dello Space Shuttle.
L'Atlas V è stato sviluppato da Lockheed Martin Commercial Launch Services come parte del programma Evolved Expendable Launch Vehicle della USAF. Il termine expendable launch vehicle (veicolo di lancio non riutilizzabile) è usato per indicare che il razzo è utilizzabile una sola volta. I lanci avvengono dal Space Launch Complex 41 a Cape Canaveral Air Force Station e dal Space Launch Complex 3 East della Vandenberg Air Force Base per i lanci verso orbite polari.
Il primo Atlas V è stato lanciato il 21 agosto 2002; da allora 99 lanci con l'Atlas V sono stati effettuati con successo fino a ottobre 2023 se si eccettua l'anomalia del 2007. La famiglia dell'Atlas V usa un motore singolo, il russo RD-180 il quale alimenta un Common Core Booster (CCB), con fino a cinque razzi impulsori aggiuntivi a propellente solido (forniti da Aerojet Rocketdyne). Il CCB ha un diametro di 3,8 metri, un'altezza di 32,5 m ed usa 284 450 kg di ossigeno liquido e RP-1 come propellente. Il razzo rimane in funzione per circa quattro minuti e imprime una spinta iniziale superiore ai 4 MN. La maggior parte di questa spinta è fornita dal motore russo RD-180, che da solo fornisce ben 4 152 MN.
Lo stadio superiore Centaur usa un serbatoio per il propellente a pressione stabilizzata ed è alimentato con propellenti criogenici. Lo stadio Centaur per l'Atlas V è ridotto ad 1,68 m ed è propulso da due motori Pratt & Whitney RL10A-4-2, ognuno in grado di imprimere una spinta di 99,2 kN. Gli avanzamenti operativi e di affidabilità che sono stati apportati alla variante RL10A-4-2 sono quindi disponibili per questa configurazione. La unità di navigazione inerziale (INU) del Centaur provvede alla guida e navigazione sia per l'Atlas che per il Centaur e controlla la pressione del serbatoio e l'uso del propellente sempre per ambedue. I motori del Centaur sono in grado di essere accesi molteplici volte nello spazio permettendo l'inserimento in orbita terrestre bassa e, dopo un periodo di stazionamento, l'inserimento in una orbita di trasferimento geostazionaria. Una successiva terza accensione dopo un periodo di stazionamento di molte ore permette l'inserimento dei carichi utili in orbita geostazionaria. Il Centaur ha la più alta proporzione di propellente relativa alla massa totale rispetto a tutti gli altri moderni stadi superiori e quindi può inserire dei carichi utili di massa cospicua in orbite ad alta energia.
Molti sistemi sull'Atlas V sono stati migliorati sia prima del primo volo dell'Atlas V che dopo. Un miglioramento alla Fault Tolerant INU (FTINU) è stato  completato per migliorare l'affidabilità delle missioni dei veicoli Atlas.
Il più pesante carico utile mai lanciato da un Atlas V in orbita terrestre bassa è della versione N22 ed è stato nel volo di prova della CST-100 Starliner della Boeing, nel maggio 2022 (13.000 kg). I satelliti più pesanti inviati invece in orbita geostazionaria sono i cinque MUOS, satelliti militari per telecomunicazioni, pesanti poco meno di 7 tonnellate.

### Anomalia del 2007
L'unico evento anomalo nella storia del sistema di lancio Atlas V avvenne il 15 giugno 2007, quando il motore dello stadio superiore Centaur di un Atlas V si spense prima del previsto, rilasciando il proprio carico utile, ovvero una coppia di satelliti di sorveglianza L-30 del National Reconnaissance Office, in un'orbita più bassa del programmato. La causa dell'anomalia fu rintracciata in una valvola allentata. Sostituire la valvola condusse ad un ritardo nel successivo lancio di un Atlas V.

## Sviluppi
L'Atlas V-Heavy, detto anche configurazione HLV, era un progetto per una versione pesante dell'Atlas V, che avrebbe utilizzato tre stadi Common Core Booster (CCB) per sollevare un carico utile di 29.400 kg nell'orbita terrestre bassa. ULA dichiarò che sarebbe stato disponibile 30 mesi dopo l'ordine. Circa il 95% dell'hardware richiesto per l'Atlas HLV è già stato utilizzato nei voli dell'Atlas V, tuttavia il progetto è stato annullato perché giudicato troppo costoso dal governo statunitense per soddisfare la sua lista di lanci.
Nel 2015, ULA ha annunciato che i booster a razzo solido (SRB) AJ-60A prodotti dall'Aerojet Rocketdyne, allora in uso sugli Atlas V, sarebbero stati sostituiti dai nuovi booster GEM 63 prodotti da Northrop Grumman Innovation Systems. La versione migliorata GEM 63XL verranno utilizzati anche sul veicolo di lancio Vulcan Centaur che sostituirà l'Atlas V. Il primo lancio dell'Atlas V con i booster GEM 63 è avvenuto il 13 novembre 2020.

## Versioni

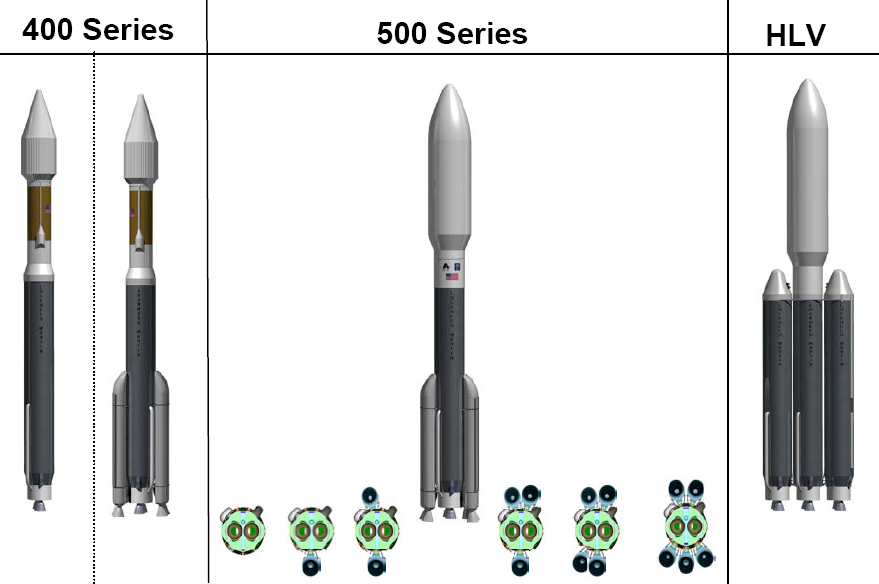
Famiglia Atlas V con SRB asimmetrici. L'HLV non è stato sviluppato.

Ogni lanciatore Atlas ha una designazione a tre cifre che è determinata dalle caratteristiche del razzo. La prima cifra è il diametro in metri della carenatura a cono (sulla testa del lanciatore) ed è di quattro o cinque e "N" per i lanci delle capsule dell'equipaggio (poiché non viene utilizzata la carenatura del carico utile quando viene lanciata una capsula dell'equipaggio). La seconda cifra indica il numero di booster a propellente solido attaccati alla base del lanciatore e può variare da zero a tre con la carenatura da 4 metri e da zero a cinque con la carenatura da 5 metri. La terza cifra indica il numero di motori dello stadio Centaur, che sono uno o due. Centaur a motore singolo (Single-engine Centaur, SEC) sono utilizzati tipicamente per satelliti da posizionare in orbita di trasferimento geostazionaria o che devono raggiungere la velocità di fuga. I Centaur a doppio motore (Dual-engine Centaur, DEC) sono invece usati per satelliti da inserire in orbita terrestre bassa.
Per esempio, la versione 552 dell'Atlas V si riferisce ad un lanciatore con carenatura da cinque metri, con cinque razzi impulsori e con uno stadio Centaur con doppio motore. Una versione 431 indica un lanciatore Atlas V con carenatura di quattro metri con tre razzi impulsori ed un Centaur a motore singolo.
Lanciatori confrontabili
Angara -
Ariane 5 -
Chang Zheng 5 -
Delta IV -
Falcon 9 -
Proton

### Capacità
Data della lista: 8 agosto 2019
Stadio superiore
- SEC – Single Engine Centaur (1 motore RL-10)
- DEC – Dual Engine Centaur (2 motori RL-10)

Stato
     Operativo
     Ritirato
     Non sviluppato
| Versione                    | Carenatura | CCB | SRB | Stadio superiore | Payload in LEO, kg | Payload in GTO, kg | Nr. lanci | Costo          |
| --------------------------- | ---------- | --- | --- | ---------------- | ------------------ | ------------------ | --------- | -------------- |
| 401                         | 4 m        | 1   | –   | SEC              | 9,797              | 4,750              | 41        | US$109 million |
| 402                         | 4 m        | 1   | –   | DEC              | 12,500             | –                  | 0         | –              |
| 411                         | 4 m        | 1   | 1   | SEC              | 12,150             | 5,950              | 6         | US$115 million |
| 412                         | 4 m        | 1   | 1   | DEC              | –                  | –                  | 0         | –              |
| 421                         | 4 m        | 1   | 2   | SEC              | 14,067             | 6,890              | 9         | US$123 million |
| 422                         | 4 m        | 1   | 2   | DEC              | –                  | –                  | 0         | –              |
| 431                         | 4 m        | 1   | 3   | SEC              | 15,718             | 7,700              | 3         | US$130 million |
| 501                         | 5,4 m      | 1   | –   | SEC              | 8,123              | 3,775              | 7         | US$120 million |
| 502                         | 5,4 m      | 1   | –   | DEC              | –                  | –                  | 0         | –              |
| 511                         | 5,4 m      | 1   | 1   | SEC              | 10,986             | 5,250              | 1         | US$130 million |
| 512                         | 5,4 m      | 1   | 1   | DEC              | –                  | –                  | 0         | –              |
| 521                         | 5,4 m      | 1   | 2   | SEC              | 13,490             | 6,475              | 2         | US$135 million |
| 522                         | 5,4 m      | 1   | 2   | DEC              | –                  | –                  | 0         | –              |
| 531                         | 5,4 m      | 1   | 3   | SEC              | 15,575             | 7,475              | 5         | US$140 million |
| 532                         | 5,4 m      | 1   | 3   | DEC              | –                  | –                  | 0         | –              |
| 541                         | 5,4 m      | 1   | 4   | SEC              | 17,443             | 8,290              | 9         | US$145 million |
| 542                         | 5,4 m      | 1   | 4   | DEC              | –                  | –                  | 0         | –              |
| 551                         | 5,4 m      | 1   | 5   | SEC              | 18,814             | 8,900              | 13        | US$153 million |
| 552                         | 5,4 m      | 1   | 5   | DEC              | 20,520             | –                  | 0         | –              |
| Heavy (HLV / 5H1)           | 5,4 m      | 3   | –   | SEC              | –                  | –                  | 0         | –              |
| Heavy (HLV DEC / 5H2)       | 5,4 m      | 3   | –   | DEC              | 29,400             | –                  | 0         | –              |
| N22 (per CST-100 Starliner) | None       | 1   | 2   | DEC              | ~13,000 (alla ISS) | –                  | 2         | –              |

## Lanci rilevanti

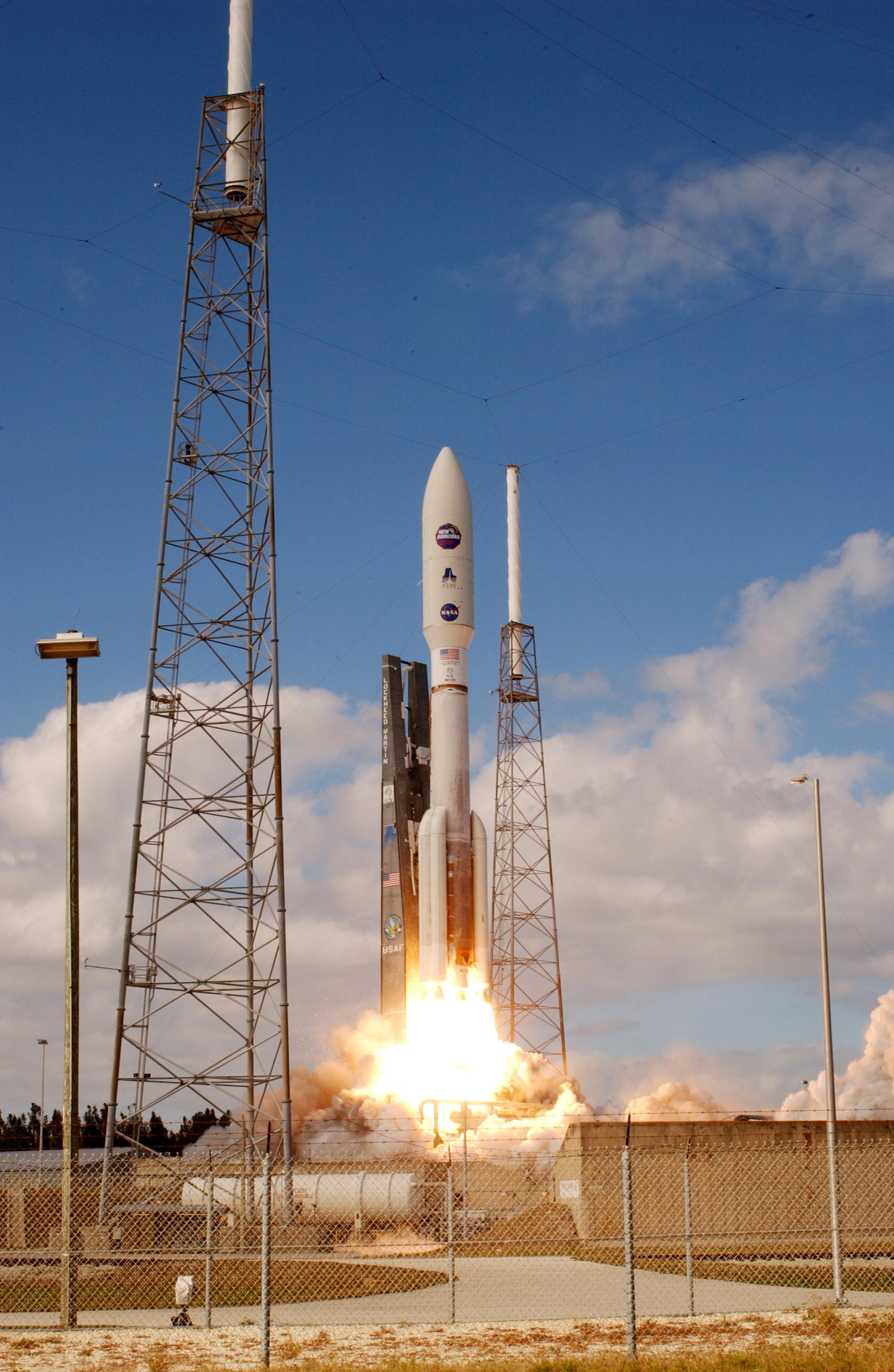
La sonda New Horizons lanciata da un Atlas V 551 nel 2006

Il primo carico utile lanciato fu il satellite per comunicazioni Hot Bird 6, mandato in orbita di trasferimento geostazionaria (GTO) il 21 agosto 2002 da un Atlas V 401.
Il 12 agosto 2005, il Mars Reconnaissance Orbiter venne lanciato a bordo di un veicolo di lancio Atlas V 401 dallo Space Launch Complex 41 presso la Cape Canaveral Air Force Station (CCAFS). Lo stadio superiore Centaur completò le sue accensioni in un periodo di 56 minuti, posizionando MRO in un'orbita di trasferimento interplanetaria verso Marte.
Il 19 gennaio 2006, la sonda New Horizons fu lanciata da un razzo Atlas V 551. Fu il primo lancio della configurazione Atlas V 551 con cinque razzi a propellente solido e il primo Atlas V con un terzo stadio, che venne aggiunto per arrivare alla velocità di fuga della Terra (11,2 km/s) e inserirsi su una traiettoria verso il sistema solare esterno per raggiungere Plutone. Quando si separò l'ultimo stadio, la sonda aveva raggiunto una velocità record al lancio di 16,2 km/s, che gli consentì di oltrepassare l'orbita lunare in sole 9 ore, e raggiungere Giove in 13 mesi.
L'8 dicembre 2016, la missione di ritorno del campione di un asteroide OSIRIS-REx venne lanciata su un Atlas V 411. Arrivata all'asteroide Bennu nel dicembre 2018 è ripartita verso la Terra per riportare un campione nel settembre 2023.
Le prime quattro missioni dello spazioplano Boeing X-37B sono state lanciate con successo con l'Atlas V. L'X-37B, noto anche come Orbital Test Vehicle (OTV), è un veicolo spaziale robotico riutilizzabile gestito dall'USAF. Il primo atterraggio della base aeronautica di Vandenberg sulla pista di 4.600 m dello Space Shuttle è avvenuto nel dicembre 2010.
Il 20 dicembre 2019, la capsula Starliner è stata lanciata per la prima volta in una missione di prova orbitale senza equipaggio, la Boe-OFT. Il veicolo di lancio Atlas V ha funzionato perfettamente, ma un'anomalia della capsula le ha fatto raggiungere un'orbita troppo bassa rispetto alla destinazione del volo, la ISS; la missione è stata quindi interrotta anticipatamente.

## Ritiro e sostituto
Il conflitto russo-ucraino, iniziato nel 2014, ha portato a un tentativo di sostituire il motore RD-180 fornito dalla Russia e utilizzato sul booster di primo stadio dell'Atlas V. Gli studi che ne seguirono portarono alla decisione dell'ULA di sviluppare il nuovo veicolo di lancio Vulcan Centaur per sostituire gli esistenti Atlas V e Delta IV.
Nel settembre 2014, ULA ha annunciato una partnership con Blue Origin per sviluppare il motore BE-4 LOX a metano per sostituire l'RD-180 dei booster del primo stadio. Poiché il nucleo dell'Atlas V è progettato attorno al carburante RP-1 (cherosene) e non può essere adattato per utilizzare un motore alimentato a metano, è in fase di sviluppo un nuovo primo stadio. Questo booster avrà lo stesso diametro del serbatoio del primo stadio del Delta IV e sarà alimentato da due motori BE-4 aventi una spinta da 2400 kN. Il motore era già al terzo anno di sviluppo da parte di Blue Origin e ULA prevedeva che il nuovo stadio iniziasse a volare dal 2019. Il Vulcan dovrebbe lanciare in orbita i satelliti di Amazon che formeranno la rete del progetto Kuiper, tuttavia il lancio inaugurale fu rinviato prima al 2021 e poi al 2023.
La ULA, dopo l'ultimo acquisto di motori RD-180, nel 2021 ha annunciato che ritirerà l'Atlas V e che rispetterà i lanci già venduti, l'ultimo dei quali è previsto per la metà degli anni 2020.

## Lanci dell'Atlas V
| Volo N° | Data di lancio (UTC) | Sito di lancio | Velivolo | Carico utile                                | Orbita              | Cliente                              | Massa del carico utile | Esito missione      |
| ------- | --- | -------------- | -------- | ------------------------------------------- | ------------------- | ------------------------------------ | ---------------------- | ------------------- |
| AV-001  | 21 agosto 2002 | CCAFS SLC-41   | 401      | Hot Bird 6                                  | GSO                 | Eutelsat                             | 3905 kg                | Riuscito            |
| AV-001  | Satellite per telecomunicazioni. Primo lancio di un Atlas V |                |          |                                             |                     |                                      |                        |                     |
| AV-002  | 13 maggio 2003 | CCAFS SLC-41   | 401      | Hellas Sat-2                                | GSO                 | Hellas Sat                           |                        | Riuscito            |
| AV-002  | Satellite per le telecomunicazioni |                |          |                                             |                     |                                      |                        |                     |
| AV-003  | 17 luglio 2003 | CCAFS SLC-41   | 521      | Rainbow 1                                   | GSO                 | Cablevision                          |                        | Riuscito            |
| AV-003  | Satellite per le telecomunicazioni. Primo lancio con la carenatura da 5 metri |                |          |                                             |                     |                                      |                        |                     |
| AV-005  | 17 dicembre 2004 | CCAFS SLC-41   | 521      | AMC-16                                      | GSO                 | SES S.A.                             | 4065 kg                | Riuscito            |
| AV-005  | Satellite per le telecomunicazioni. |                |          |                                             |                     |                                      |                        |                     |
| AV-004  | 11 marzo 2005 | CCAFS SLC-41   | 431      | Inmarsat 4-F1                               | GSO                 | Inmarsat                             |                        | Riuscito            |
| AV-004  | Satellite per le telecomunicazioni. |                |          |                                             |                     |                                      |                        |                     |
| AV-007  | 12 agosto 2005 | CCAFS SLC-41   | 401      | Mars Reconnaissance Orbiter                 | Orbita di fuga      | NASA                                 | 2180 kg                | Riuscito            |
| AV-007  | Orbiter marziano, primo lancio interplanetario. |                |          |                                             |                     |                                      |                        |                     |
| AV-010  | 19 gennaio 2006 | CCAFS SLC-41   | 551      | New Horizons                                | Orbita di fuga      | NASA                                 | 478 kg                 | Riuscito            |
| AV-010  | Sonda per Plutone e fascia di Kuiper. Primo lancio con un terzo stadio Star 48B. |                |          |                                             |                     |                                      |                        |                     |
| AV-008  | 20 aprile 2006 | CCAFS SLC-41   | 411      | Astra 1KR                                   | GSO                 | SES S.A.                             | 4332 kg                | Riuscito            |
| AV-008  | Satellite per le telecomunicazioni |                |          |                                             |                     |                                      |                        |                     |
| AV-013  | 8 marzo 2007 | CCAFS SLC-41   | 401      | Space Test Program-1                        | LEO                 | United States Air Force              |                        | Riuscito            |
| AV-013  | Il payload era costituito 6 satelliti di ricerca militari, tra cui MidSTAR-1, FalconSAT-3, CFESat e Orbital Express Demonstration Manipulator System (OEDMS) |                |          |                                             |                     |                                      |                        |                     |
| AV-009  | 15 giugno 2007 | CCAFS SLC-41   | 401      | USA-194 (NROL-30)                           | LEO                 | United States Air Force              | 6500 kg                | Fallimento parziale |
| AV-009  | Lo stadio superiore Centaur si è spento prematuramente, lasciando il payload su un'orbita inferiore |                |          |                                             |                     |                                      |                        |                     |
| AV-011  | 11 ottobre 2007 | CCAFS SLC-41   | 421      | USA-195 (WGS-1)                             | GTO                 | United States Air Force              | 5987 kg                | Riuscito            |
| AV-011  | Satellite militare per le telecomunicazioni del sistema Wideband Global SATCOM. |                |          |                                             |                     |                                      |                        |                     |
| AV-015  | 10 dicembre 2007 | CCAFS SLC-41   | 401      | USA-198 (NROL-24)                           | Molniya             | NRO                                  |                        | Riuscito            |
| AV-015  | Satellite militare per le telecomunicazioni del Satellite Data System. |                |          |                                             |                     |                                      |                        |                     |
| AV-006  | 13 marzo 2008 | VAFB SLC-3E    | 411      | USA-200 (NROL-28)                           | Molniya             | NRO                                  | 3900 kg                | Riuscito            |
| AV-006  | Quinto satellite militare Trumpet. |                |          |                                             |                     |                                      |                        |                     |
| AV-014  | 14 aprile 2008 | CCAFS SLC-41   | 421      | ICO G1                                      | LEO                 | Pendrell Corporation                 | 6634 kg                | Riuscito            |
| AV-014  | Il payload era costituito dal satellite commerciale più pesante al mondo al momento del lancio. |                |          |                                             |                     |                                      |                        |                     |
| AV-016  | 4 aprile 2009 | CCAFS SLC-41   | 421      | USA-204 (WGS-2)                             | GTO                 | United States Air Force              | 5987 kg                | Riuscito            |
| AV-016  | Satellite militare per le telecomunicazioni del sistema Wideband Global SATCOM. |                |          |                                             |                     |                                      |                        |                     |
| AV-020  | 18 giugno 2009 | CCAFS SLC-41   | 401      | LRO/LCROSS                                  | TLI                 | NASA                                 |                        | Riuscito            |
| AV-020  | Il Lunar Reconnaissance Orbiter è un orbiter lunare, mentre il Lunar Crater Observation and Sensing Satellite era un impattatore basato sullo stadio superiore Centaur. |                |          |                                             |                     |                                      |                        |                     |
| AV-018  | 8 settembre 2009 | CCAFS SLC-41   | 401      | USA-207 (PAN)                               | GTO                 | NRO                                  |                        | Riuscito            |
| AV-018  | Satellite militare per SIGINT. |                |          |                                             |                     |                                      |                        |                     |
| AV-017  | 18 ottobre 2009 | VAFB SLC-3E    | 401      | USA-210 (DMSP-5D3 F18)                      | LEO                 | US DoD                               | 1200 kg                | Riuscito            |
| AV-017  | Diciottesimo satellite meteorologico militare del programma DMSP |                |          |                                             |                     |                                      |                        |                     |
| AV-024  | 23 novembre 2009 | CCAFS SLC-41   | 431      | Intelsat 14                                 | GTO                 | Intelsat                             | 5663 kg                | Riuscito            |
| AV-024  | Satellite per le telecomunicazioni |                |          |                                             |                     |                                      |                        |                     |
| AV-021  | 11 febbraio 2010 | CCAFS SLC-41   | 401      | Solar Dynamics Observatory                  | GTO                 | NASA                                 | 290 kg                 | Riuscito            |
| AV-021  | Telescopio spaziale per lo studio del Sole. |                |          |                                             |                     |                                      |                        |                     |
| AV-012  | 22 aprile 2010 | CCAFS SLC-41   | 501      | USA-212 (X-37B OTV-1)                       | LEO                 | United States Air Force              | 5400 kg                | Riuscito            |
| AV-012  | Volo inaugurale dello spazioplano militare Boeing X-37. Primo volo dell'Atlas V 501. |                |          |                                             |                     |                                      |                        |                     |
| AV-019  | 14 agosto 2010 | CCAFS SLC-41   | 531      | USA-214 (AEHF-1)                            | GTO                 | United States Air Force              | 6168 kg                | Riuscito            |
| AV-019  | Primo satellite della costellazione satellitare militare Advanced Extremely High Frequency per le telecomunicazioni. Primo volo dell'Atlas V 531. |                |          |                                             |                     |                                      |                        |                     |
| AV-025  | 21 settembre 2010 | VAFB SLC-3E    | 501      | USA-215 (NROL-41)                           | LEO                 | NRO                                  |                        | Riuscito            |
| AV-025  | |                |          |                                             |                     |                                      |                        |                     |
| AV-026  | 5 marzo 2011 | CCAFS SLC-41   | 501      | USA-226 (X-37B OTV-2)                       | LEO                 | United States Air Force              | 5400 kg                | Riuscito            |
| AV-026  | Seconda missione dello spazioplano militare Boeing X-37. |                |          |                                             |                     |                                      |                        |                     |
| AV-027  | 15 aprile 2011 | VAFB SLC-3E    | 411      | USA-229 (NROL-34)                           | LEO                 | United States Air Force              |                        | Riuscito            |
| AV-027  | Due satelliti militari del Naval Ocean Surveillance System. |                |          |                                             |                     |                                      |                        |                     |
| AV-022  | 7 maggio 2011 | CCAFS SLC-41   | 401      | USA-230 (SBIRS-GEO 1)                       | GTO                 | United States Air Force              | 4500 kg                | Riuscito            |
| AV-022  | Primo satellite di allerta precoce per i missili balistici del sistema Space-Based Infrared System |                |          |                                             |                     |                                      |                        |                     |
| AV-029  | 5 agosto 2011 | CCAFS SLC-41   | 551      | Juno                                        | Orbita di fuga      | NASA                                 | 3625 kg                | Riuscito            |
| AV-029  | Orbiter gioviano. |                |          |                                             |                     |                                      |                        |                     |
| AV-028  | 26 novembre 2011 | CCAFS SLC-41   | 541      | Mars Science Laboratory                     | Orbita di fuga      | NASA                                 | 3839 kg                | Riuscito            |
| AV-028  | Rover marziano. Primo volo dell'Atlas V 541 |                |          |                                             |                     |                                      |                        |                     |
| AV-030  | 24 febbraio 2012 | CCAFS SLC-41   | 551      | MUOS-1                                      | GTO                 | US DoD                               | 6740 kg                | Riuscito            |
| AV-030  | Primo satellite del sistema militare per le telecomunicazioni satellitari Mobile User Objective System. Era il payload più pesante lanciato da un Atlas V al momento del lancio. 200° lancio di uno stadio superiore Centaur. |                |          |                                             |                     |                                      |                        |                     |
| AV-031  | 4 maggio 2012 | CCAFS SLC-41   | 531      | USA-235 (AEHF-2)                            | GTO                 | United States Air Force              | 6168 kg                | Riuscito            |
| AV-031  | Secondo satellite della costellazione satellitare militare Advanced Extremely High Frequency per le telecomunicazioni. |                |          |                                             |                     |                                      |                        |                     |
| AV-023  | 20 giugno 2012 | CCAFS SLC-41   | 401      | USA-236 (NROL-38)                           | GSO                 | NRO                                  |                        | Riuscito            |
| AV-023  | 50° lancio del programma EELV. |                |          |                                             |                     |                                      |                        |                     |
| AV-032  | 30 agosto 2012 | CCAFS SLC-41   | 401      | Van Allen Probes (RBSP)                     | HEO                 | NASA                                 | 3000 kg                | Riuscito            |
| AV-032  | Due sonde della NASA per lo studio delle fasce di Van Allen. |                |          |                                             |                     |                                      |                        |                     |
| AV-033  | 13 settembre 2012 | VAFB SLC-3E    | 401      | USA-238 (NROL-36) + 11 cubesat              | LEO                 | NRO/NASA                             |                        | Riuscito            |
| AV-033  | |                |          |                                             |                     |                                      |                        |                     |
| AV-034  | 11 dicembre 2012 | CCAFS SLC-41   | 501      | USA-240 (X-37B OTV-3)                       | LEO                 | United States Air Force              | 5400 kg                | Riuscito            |
| AV-034  | Terzo lancio dello spazioplano militare Boeing X-37. |                |          |                                             |                     |                                      |                        |                     |
| AV-036  | 31 gennaio 2013 | CCAFS SLC-41   | 401      | TDRS-11 (TDRS-K)                            | GTO                 | NASA                                 | 3454 kg                | Riuscito            |
| AV-036  | Undicesimo lancio di un satellite Tracking and Data Relay Satellite della NASA |                |          |                                             |                     |                                      |                        |                     |
| AV-035  | 11 febbraio 2013 | VAFB SLC-3E    | 401      | Landsat 8                                   | LEO                 | United States Geological Survey      | 1512 kg                | Riuscito            |
| AV-035  | Ottavo satellite Landsat. |                |          |                                             |                     |                                      |                        |                     |
| AV-037  | 19 marzo 2013 | CCAFS SLC-41   | 401      | USA-241 (SBIRS-GEO 2)                       | GTO                 | United States Air Force              | 4500 kg                | Riuscito            |
| AV-037  | Secondo satellite di allerta precoce per i missili balistici del sistema Space-Based Infrared System |                |          |                                             |                     |                                      |                        |                     |
| AV-039  | 15 maggio 2013 | CCAFS SLC-41   | 401      | USA-242 (GPS IIF-4)                         | MEO                 | United States Air Force              | 1630 kg                | Riuscito            |
| AV-039  | Primo satellite di navigazione GPS lanciato da un Atlas V. |                |          |                                             |                     |                                      |                        |                     |
| AV-040  | 19 luglio 2013 | CCAFS SLC-41   | 551      | MUOS-2                                      | GTO                 | US DoD                               | 6740 kg                | Riuscito            |
| AV-040  | Secondo satellite del sistema militare per le telecomunicazioni satellitari Mobile User Objective System. |                |          |                                             |                     |                                      |                        |                     |
| AV-041  | 18 settembre 2013 | CCAFS SLC-41   | 531      | USA-246 (AEHF-3)                            | GTO                 | United States Air Force              | 6168 kg                | Riuscito            |
| AV-041  | Terzo satellite della costellazione satellitare militare Advanced Extremely High Frequency per le telecomunicazioni. |                |          |                                             |                     |                                      |                        |                     |
| AV-038  | 18 novembre 2013 | CCAFS SLC-41   | 401      | MAVEN                                       | Orbita di fuga      | NASA                                 | 2454 kg                | Riuscito            |
| AV-038  | Sonda NASA per lo studio dell'atmosfera di Marte. |                |          |                                             |                     |                                      |                        |                     |
| AV-042  | 6 dicembre 2013 | VAFB SLC-3E    | 501      | USA-247 (NROL-39) + 12 cubesat              | LEO                 | NRO                                  |                        | Riuscito            |
| AV-042  | |                |          |                                             |                     |                                      |                        |                     |
| AV-043  | 24 gennaio 2014 | CCAFS SLC-41   | 401      | TDRS-12 (TDRS-L)                            | GTO                 | NASA                                 | 3454 kg                | Riuscito            |
| AV-043  | Dodicesimo lancio di un satellite Tracking and Data Relay Satellite della NASA. |                |          |                                             |                     |                                      |                        |                     |
| AV-044  | 3 aprile 2014 | VAFB SLC-3E    | 401      | USA-249 (DMSP-5D3 F19)                      | LEO                 | US DoD                               | 1200 kg                | Riuscito            |
| AV-044  | Diciannovesimo satellite meteorologico militare del programma DMSP. 50° volo dei propulsori RD-180. |                |          |                                             |                     |                                      |                        |                     |
| AV-045  | 10 aprile 2014 | CCAFS SLC-41   | 541      | USA-250 (NROL-67)                           | GSO                 | NRO                                  |                        | Riuscito            |
| AV-045  | |                |          |                                             |                     |                                      |                        |                     |
| AV-046  | 22 maggio 2014 | CCAFS SLC-41   | 401      | USA-252 (NROL-33)                           | GTO                 | NRO                                  |                        | Riuscito            |
| AV-046  | |                |          |                                             |                     |                                      |                        |                     |
| AV-048  | 2 agosto 2014 | CCAFS SLC-41   | 401      | USA-256 (GPS IIF-7)                         | MEO                 | United States Air Force              | 1630 kg                | Riuscito            |
| AV-048  | Satellite di navigazione GPS. |                |          |                                             |                     |                                      |                        |                     |
| AV-047  | 13 agosto 2014 | VAFB SLC-3E    | 401      | WorldView 3                                 | SSO                 | DigitalGlobe                         | 2800 kg                | Riuscito            |
| AV-047  | Satellite per l'osservazione della Terra. |                |          |                                             |                     |                                      |                        |                     |
| AV-049  | 17 settembre 2014 | CCAFS SLC-41   | 401      | USA-257 (CLIO)                              | GTO                 |                                      |                        | Riuscito            |
| AV-049  | Satellite militare per COMINT. |                |          |                                             |                     |                                      |                        |                     |
| AV-050  | 29 ottobre 2014 | CCAFS SLC-41   | 401      | USA-258 (GPS IIF-8)                         | MEO                 | United States Air Force              | 1630 kg                | Riuscito            |
| AV-050  | Satellite di navigazione GPS. 50° lancio di un Atlas V. |                |          |                                             |                     |                                      |                        |                     |
| AV-051  | 13 dicembre 2014 | VAFB SLC-3E    | 541      | USA-259 (NROL-35)                           | Molniya             | NRO                                  |                        | Riuscito            |
| AV-051  | Primo volo di uno stadio superiore di un Centaur ad impiegare il propulsore RL10-C1. |                |          |                                             |                     |                                      |                        |                     |
| AV-052  | 21 gennaio 2015 | CCAFS SLC-41   | 551      | MUOS-3                                      | GTO                 | US DoD                               | 6740 kg                | Riuscito            |
| AV-052  | Terzo satellite del sistema militare per le telecomunicazioni satellitari Mobile User Objective System. |                |          |                                             |                     |                                      |                        |                     |
| AV-053  | 13 marzo 2015 | CCAFS SLC-41   | 421      | Magnetospheric Multiscale Mission           | HTO                 | NASA                                 | 1360 kg                | Riuscito            |
| AV-053  | Il payload è costituito da quattro satelliti per lo studio della magnetosfera terrestre. |                |          |                                             |                     |                                      |                        |                     |
| AV-054  | 20 maggio 2015 | CCAFS SLC-41   | 501      | USA-261 (AFSPC-5 (X-37B OTV-4, UltraSat))   | LEO                 | United States Air Force              | 5000 kg                | Riuscito            |
| AV-054  | Quarto lancio dello spazioplano militare Boeing X-37. |                |          |                                             |                     |                                      |                        |                     |
| AV-055  | 15 luglio 2015 | CCAFS SLC-41   | 401      | USA-262 (GPS IIF-10)                        | MEO                 | United States Air Force              | 1630 kg                | Riuscito            |
| AV-055  | Satellite di navigazione GPS. |                |          |                                             |                     |                                      |                        |                     |
| AV-056  | 2 settembre 2015 | CCAFS SLC-41   | 551      | MUOS-4                                      | GTO                 | US DoD                               | 6740 kg                | Riuscito            |
| AV-056  | Quarto satellite del sistema militare per le telecomunicazioni satellitari Mobile User Objective System. |                |          |                                             |                     |                                      |                        |                     |
| AV-059  | 2 ottobre 2015 | CCAFS SLC-41   | 421      | MEXSAT-2 (Morelos 3)                        | GTO                 | MEXSAT                               | 3200 kg                | Riuscito            |
| AV-059  | Satellite per le telecomunicazioni. |                |          |                                             |                     |                                      |                        |                     |
| AV-058  | 8 ottobre 2015 | VAFB SLC-3E    | 401      | USA-264 (NROL-55)                           | LEO                 | NRO                                  |                        | Riuscito            |
| AV-058  | |                |          |                                             |                     |                                      |                        |                     |
| AV-060  | 31 ottobre 2015 | CCAFS SLC-41   | 401      | USA-265 (GPS IIF-11)                        | MEO                 | United States Air Force              | 1630 kg                | Riuscito            |
| AV-060  | Satellite di navigazione GPS. |                |          |                                             |                     |                                      |                        |                     |
| AV-061  | 6 dicembre 2015 | CCAFS SLC-41   | 401      | Cygnus CRS OA-4                             | LEO (ISS)           | Orbital ATK                          | 7492 kg                | Riuscito            |
| AV-061  | Prima missione dell'Atlas V per il trasporto della navetta Cygnus sulla stazione spaziale internazionale. |                |          |                                             |                     |                                      |                        |                     |
| AV-057  | 5 febbraio 2016 | CCAFS SLC-41   | 401      | USA-266 (GPS IIF-12)                        | MEO                 | United States Air Force              | 1630 kg                | Riuscito            |
| AV-057  | Satellite di navigazione GPS. |                |          |                                             |                     |                                      |                        |                     |
| AV-064  | 23 marzo 2016 | CCAFS SLC-41   | 401      | Cygnus CRS OA-6                             | LEO (ISS)           | Orbital ATK                          | 7492 kg                | Riuscito            |
| AV-064  | Quinta missione Cygnus per il rifornimento della stazione spaziale internazionale. Il propulsore RD-180 si è spento anticipatamente, ed è stato necessario allungare l'accensione del secondo stadio. Nonostante questo imprevisto, il lancio ha avuto successo.                                                                                           |                |          |                                             |                     |                                      |                        |                     |
| AV-063  | 24 giugno 2016 | CCAFS SLC-41   | 551      | MUOS-5                                      | GTO                 | US DoD                               | 6740 kg                | Riuscito            |
| AV-063  | Quinto satellite del sistema militare per le telecomunicazioni satellitari Mobile User Objective System. |                |          |                                             |                     |                                      |                        |                     |
| AV-065  | 28 luglio 2016 | CCAFS SLC-41   | 421      | USA-267 (NROL-61)                           | GTO                 | NRO                                  |                        | Riuscito            |
| AV-065  | Satellite militare per le telecomunicazioni del Satellite Data System. |                |          |                                             |                     |                                      |                        |                     |
| AV-067  | 8 settembre 2016 | CCAFS SLC-41   | 411      | OSIRIS-REx                                  | Orbita eliocentrica | NASA                                 | 800 kg                 | Riuscito            |
| AV-067  | Sonda per il ritorno di campioni dall'asteroide 101955 Bennu. |                |          |                                             |                     |                                      |                        |                     |
| AV-062  | 11 novembre 2016 | VAFB SLC-3E    | 401      | WorldView 4 (GeoEye-2) + 7 cubesat          | Orbita eliocentrica | DigitalGlobe                         | 2485 kg                | Riuscito            |
| AV-062  | Satellite per l'osservazione della Terra. I cubesat sono stati sviluppati da NASA e dal Los Alamos National Laboratory. |                |          |                                             |                     |                                      |                        |                     |
| AV-069  | 19 novembre 2016 | CCAFS SLC-41   | 541      | GOES-R                                      | GTO                 | NOAA                                 | 2857 kg                | Riuscito            |
| AV-069  | Sedicesimo satellite meteorologico NOAA del programma Geostationary Operational Environmental Satellite (GOES). 100° lancio del programma EELV. |                |          |                                             |                     |                                      |                        |                     |
| AV-071  | 18 dicembre 2016 | CCAFS SLC-41   | 431      | EchoStar 19 (Jupiter 2)                     | GTO                 | EchoStar                             | 6700 kg                | Riuscito            |
| AV-071  | Satellite per le telecomunicazioni. |                |          |                                             |                     |                                      |                        |                     |
| AV-066  | 21 gennaio 2017 | CCAFS SLC-41   | 401      | USA-273 (SBIRS GEO-3)                       | GTO                 | United States Air Force              | 4500 kg                | Riuscito            |
| AV-066  | Terzo satellite di allerta precoce per i missili balistici del sistema Space-Based Infrared System |                |          |                                             |                     |                                      |                        |                     |
| AV-068  | 1 marzo 2017 | VAFB SLC-3E    | 401      | USA 274 (NROL-79)                           | LEO                 | NRO                                  |                        | Riuscito            |
| AV-068  | Due satelliti militari del Naval Ocean Surveillance System. |                |          |                                             |                     |                                      |                        |                     |
| AV-070  | 18 aprile 2017 | CCAFS SLC-41   | 401      | Cygnus CRS OA-7                             | LEO (ISS)           | Orbital ATK                          | 7225 kg                | Riuscito            |
| AV-070  | Sesta missione Cygnus per il rifornimento della stazione spaziale internazionale, l'ultima ad impiegare un lanciatore Atlas V. |                |          |                                             |                     |                                      |                        |                     |
| AV-074  | 18 agosto 2017 | CCAFS SLC-41   | 401      | TDRS-13 (TDRS-M)                            | GTO                 | NASA                                 | 3452 kg                | Riuscito            |
| AV-074  | Tredicesimo lancio di un satellite Tracking and Data Relay Satellite della NASA. |                |          |                                             |                     |                                      |                        |                     |
| AV-072  | 24 Settembre 2017 | VAFB SLC-3E    | 541      | USA 278 (NROL-42)                           | HEO                 | NRO                                  |                        | Riuscito            |
| AV-072  | Satellite militare Trumpet per SIGINT. |                |          |                                             |                     |                                      |                        |                     |
| AV-075  | 15 Ottobre 2017 | CCAFS SLC-41   | 421      | USA-279 (NROL-52)                           | GTO                 | NRO                                  |                        | Riuscito            |
| AV-075  | Satellite militare per le telecomunicazioni del Satellite Data System. |                |          |                                             |                     |                                      |                        |                     |
| AV-076  | 20 Gennaio 2018 | CCAFS SLC-41   | 411      | USA-282 (SBIRS GEO-4)                       | GTO                 | United States Air Force              | 4540 kg                | Riuscito            |
| AV-076  | Quarto satellite di allerta precoce per i missili balistici del sistema Space-Based Infrared System |                |          |                                             |                     |                                      |                        |                     |
| AV-077  | 1 Marzo 2018 | CCAFS SLC-41   | 541      | GOES-S                                      | GTO                 | NOAA                                 | 5192 kg                | Riuscito            |
| AV-077  | Diciassettesimo satellite meteorologico NOAA del programma Geostationary Operational Environmental Satellite (GOES). |                |          |                                             |                     |                                      |                        |                     |
| AV-079  | 14 Aprile 2018 | CCAFS SLC-41   | 551      | AFSPC-11                                    | GEO                 | United States Air Force              |                        | Riuscito            |
| AV-079  | Missione con payload multipli, tra cui il satellite Continuous Broadcast Augmenting SATCOM (CBAS) e il satellite EAGLE (ESPA Augmented Geostationary Laboratory Experiment). |                |          |                                             |                     |                                      |                        |                     |
| AV-078  | 5 maggio 2018 | VAFB SLC-3E    | 401      | InSight e Mars Cube One                     | Orbita di fuga      | NASA                                 | 694 kg                 | Riuscito            |
| AV-078  | Lander marziano e Mars Cube One, due cubesat per le telecomunicazioni interplanetarie. |                |          |                                             |                     |                                      |                        |                     |
| AV-073  | 17 Ottobre 2018 | CCAFS SLC-41   | 551      | USA-288 (AEHF-4)                            | GTO                 | United States Air Force              | 6168 kg                | Riuscito            |
| AV-073  | Quarto satellite della costellazione satellitare militare Advanced Extremely High Frequency per le telecomunicazioni. |                |          |                                             |                     |                                      |                        |                     |
| AV-084  | 8 Agosto 2019 | CCAFS SLC-41   | 551      | USA-292 (AEHF-5)                            | GTO                 | United States Air Force              | 6168 kg                | Riuscito            |
| AV-084  | Quinto satellite della costellazione satellitare militare Advanced Extremely High Frequency per le telecomunicazioni. |                |          |                                             |                     |                                      |                        |                     |
| AV-080  | 20 Dicembre 2019 | CCAFS SLC-41   | N22      | CST-100 Starliner Orbital Flight Test       | LEO (ISS)           | Boeing                               | 13000 kg               | Riuscito            |
| AV-080  | Missione di test senza equipaggio della navetta CST-100 Starliner, La N22 è la variante della versione 422 per le missioni con equipaggio. Prima missione con stadio Centaur nella versione con due propulsori RD-180. Il lanciatore ha compiuto la missione con successo, ma la navetta non è riuscita a raggiungere la stazione spaziale internazionale. |                |          |                                             |                     |                                      |                        |                     |
| AV-087  | 10 Febbraio 2020 | CCAFS SLC-41   | 411      | Solar Orbiter                               | Orbita eliocentrica | ESA                                  | 1800 kg                | Riuscito            |
| AV-087  | Sonda ESA per lo studio del Sole. |                |          |                                             |                     |                                      |                        |                     |
| AV-086  | 26 Marzo 2020 | CCAFS SLC-41   | 551      | USA-298 (AEHF-6, TDO-2)                     | GTO                 | United States Space Force            | 6168 kg                | Riuscito            |
| AV-086  | Sesto e ultimo satellite della costellazione satellitare militare Advanced Extremely High Frequency per le telecomunicazioni. |                |          |                                             |                     |                                      |                        |                     |
| AV-081  | 17 maggio 2020 | CCAFS SLC-41   | 501      | USA-299 (USSF-7 (X-37B OTV-6, FalconSat-8)) | LEO                 | United States Space Force            | 5000 kg                | Riuscito            |
| AV-081  | Sesta missione dello spazioplano militare Boeing X-37 e il microsatellite FalconSat-8. |                |          |                                             |                     |                                      |                        |                     |
| AV-088  | 30 Luglio 2020 | CCAFS SLC-41   | 541      | Mars 2020                                   | Orbita di fuga      | NASA                                 | 3839 kg                | Riuscito            |
| AV-088  | La missione Mars 2020 comprende il rover marziano Perseverance e il drone Ingenuity. |                |          |                                             |                     |                                      |                        |                     |
| AV-090  | 13 Novembre 2020 | CCAFS SLC-41   | 531      | USA-310 (NROL-101)                          | ? (Molniya o MEO)   | NRO                                  |                        | Riuscito            |
| AV-090  | Primo lancio con i razzi ausiliari GEM-36 prodotti da Northrop Grumman Innovation Systems, in sostituzione dei AJ-60A1 di Aerojet Rocketdyne. |                |          |                                             |                     |                                      |                        |                     |
| AV-091  | 18 maggio 2021 | CCAFS SLC-41   | 421      | USA-315 (SBIRS GEO-5)                       | GTO                 | United States Space Force            | 4500 kg                | Riuscito            |
| AV-091  | Quinto satellite di allerta precoce per i missili balistici del sistema Space-Based Infrared System |                |          |                                             |                     |                                      |                        |                     |
| AV-092  | 27 settembre 2021 | VSFB SLC-3E    | 401      | Landsat 9/L9EFS                             | LEO                 | NASA/United States Geological Survey | 2711 kg/510 kg         | Riuscito            |
| AV-092  | Ottavo satellite Landsat. Il payload secondario L9EFS è costituito da diversi cubesat. |                |          |                                             |                     |                                      |                        |                     |
| AV-096  | 16 ottobre 2021 | CCAFS SLC-41   | 401      | Lucy                                        | Orbita di fuga      | NASA                                 | 1550 kg                | Riuscito            |
| AV-096  | Sonda NASA per l'esplorazione di sei asteroidi troiani di Giove. Ultima missione interplanetaria della famiglia di lanciatori Atlas. |                |          |                                             |                     |                                      |                        |                     |
| AV-093  | 7 dicembre 2021 | CCAFS SLC-41   | 551      | STP-3                                       | GEO                 | United States Space Force            |                        | Riuscito            |
| AV-093  | La missione STP-3 è costituita dal satellite STPSat-6, dal Laser Communications Relay Demonstration e da sette payload aggiuntivi. |                |          |                                             |                     |                                      |                        |                     |
| AV-084  | 21 gennaio 2022 | CCSFS SLC-41   | 511      | USSF-8/(GSSAP 5 & 6)                        | GEO                 | United States Space Force            |                        | Riuscito            |
| AV-084  | Il payload è costituito da due satelliti GSAAP 5 e 6 del programma Space Based Space Surveillance. Primo e unico volo di un Atlas V 511. |                |          |                                             |                     |                                      |                        |                     |
| AV-095  | 1 marzo 2022 | CCSFS SLC-41   | 541      | GOES-T                                      | GTO                 | NOAA                                 | 5200 kg                | Riuscito            |
| AV-095  | Diciottesimo satellite meteorologico NOAA del programma Geostationary Operational Environmental Satellite (GOES). Sostituisce il satellite GOES-17. |                |          |                                             |                     |                                      |                        |                     |
| AV-082  | 19 maggio 2022 | CCSFS SLC-41   | N22      | CST-100 Starliner Orbital Flight Test 2     | LEO (ISS)           | Boeing                               | 13000 kg               | Riuscito            |
| AV-082  | Secondo volo di test senza equipaggio dopo il parziale fallimento del test precedente. In questa missione la navetta Starliner ha raggiunto con successo la stazione spaziale internazionale. |                |          |                                             |                     |                                      |                        |                     |
| AV-094  | 1 luglio 2022 | CCSFS SLC-41   | 541      | USSF-12 (WFOV, USSF-12 Ring)                | GEO                 | United States Space Force            |                        | Riuscito            |
| AV-094  | Il payload è costituito da due satelliti, il Wide Field of View (WFOV) e il USSF-12 Ring. |                |          |                                             |                     |                                      |                        |                     |
| AV-097  | 4 agosto 2022 | CCSFS SLC-41   | 421      | USA-336 (SBIRS GEO-6)                       | GTO                 | United States Space Force            | 4500 kg                | Riuscito            |
| AV-097  | Sesto ed ultimo satellite di allerta precoce per i missili balistici del sistema Space-Based Infrared System. Ultimo volo di un Atlas V 421. |                |          |                                             |                     |                                      |                        |                     |
| AV-099  | 4 ottobre 2022 | CCSFS SLC-41   | 531      | SES-20 & SES-21                             | GEO                 | SES S.A.                             | 3300 kg                | Riuscito            |
| AV-099  | Satelliti per le telecomunicazioni. Ultimo volo con configurazione 531. |                |          |                                             |                     |                                      |                        |                     |
| AV-099  | 10 novembre 2022 | VSFB SLC-3E    | 401      | JPSS-2/LOFTID                               | SSO                 | NOAA                                 | 4154 kg                | Riuscito            |
| AV-099  | Secondo satellite del programma Joint Polar Satellite System (JPSS). Ultimo lancio di un Atlas V dalla base di Vandenberg. 100° utilizzo del Centaur con singolo propulsore. |                |          |                                             |                     |                                      |                        |                     |
| AV-102  | 10 settembre 2023 | CCSFS SLC-41   | 551      | USA-246, USA-247, USA-248 (NROL-107)        | GEO                 | NRO                                  |                        | Riuscito            |
| AV-102  | Ultimo lancio di un Atlas V per il National Reconnaissance Office (NRO). |                |          |                                             |                     |                                      |                        |                     |
| AV-104  | 6 ottobre 2023 | CCSFS SLC-41   | 501      | KuiperSat-1 & KuiperSat-2                   | LEO                 | Kuiper Systems                       |                        | Riuscito            |
| AV-104  | Missione del Progetto Kuiper che trasporta due satelliti dimostrativi. Ultimo volo della configurazione 501. |                |          |                                             |                     |                                      |                        |                     |
| AV-085  | 5 giugno 2024 | CCSFS SLC-41   | N22      | CST-100 Starliner Boeing Crewed Flight Test | LEO (ISS)           | Boeing                               |                        | Riuscito            |
| AV-085  | Primo volo con equipaggio di un Atlas V. La missione ha lanciato la navetta Boeing Starliner Calypso con a bordo gli astronauti Barry Wilmore e Sunita Williams sulla stazione spaziale internazionale. |                |          |                                             |                     |                                      |                        |                     |
| AV-101  | 30 luglio 2024 | CCAFS SLC-41   | 551      | USA-396 USA-397 USA-398 (USSF-51)           | GEO                 | United States Space Force            | N.D.                   | Riuscito            |
| AV-101  | Primo lancio per il programma National Security Space Launch. |                |          |                                             |                     |                                      |                        |                     |